# Pelotasloide
O Pelotaslóide foi um navio mercante brasileiro, afundado em 4 de julho de 1943, pelo submarino alemão U-590, no litoral do estado do Pará.
Foi a trigésima embarcação brasileira atacada na Segunda Guerra Mundial, evento em que morreram cinco tripulantes. Pertencera a uma empresa italiana, da qual fora confiscada pelo governo brasileiro por ocasião da declaração de guerra ao Eixo em 1942 e, em seguida, entregue ao Lloyd Brasileiro.

## O navio e sua história
O navio havia sido foi construído em 1918, pelo estaleiro italiano Cantieri Officine Savoia, estabelecido em Gênova. Em outubro daquele ano foi entregue à empresa Societá Nazionale di Navegazione, daquela mesma cidade, operando sob o nome Ansaldo Savoia I. Em 1925, ainda sob o mesma operadora foi rebatizado Ansaldo Savoia Primo. Três anos depois, é vendido à Societa Anonima Industria e Armamento, também de Gênova, e renomeado de Auctoritas.
Com a eclosão do conflito mundial, o navio refugiou-se em portos brasileiros, e, em dezembro de 1942, foi formalmente confiscado pelo governo brasileiro, tendo em vista a declaração de guerra do país às potências do Eixo, em agosto daquele ano. Em seguida, foi renomeado de Pelotaslóide, em homenagem à cidade de Pelotas, no estado do Rio Grande do Sul.
Possuía 117,7 metros de comprimento (120,7 m), 15,8 metros de largura e 8,5 metros de calado. Construído em casco de aço, tinha 5.228 toneladas de arqueação bruta, propelidas por um motor a vapor de tripla expansão,com velocidade máxima de 10 nós.

## O afundamento
Em 19 de junho de 1943, o Pelotaslóide, comandado pelo Capitão-de-Longo-Curso Jony Pereira Máximo, chegou a Trinidad, no comboio GAT-68, vindo de Hampton, nos Estados Unidos, carregado com seis mil toneladas de carvão, bem como 400 toneladas de material bélico, sobretudo motores de avião e peças sobressalentes. Lá, não lhe foi permitido juntar-se ao comboio de retorno ao Brasil, uma vez que a embarcação não tinha sido capaz de manter a velocidade mínima de seis nós, e também pelo fato de fazer excesso de fumaça.
Somente em 27 de junho, o navio zarpou rumo a Recife, com escalas previstas em Georgetown (Guiana), Belém e Cabedelo, acompanhado pelas corvetas caça-submarinos Jacuí e Jundiaí. A escala na Guiana se devia à necessidade de reabastecimento dos caça-submarinos de escolta, pois não haveria provisões suficientes dado o tempo necessário à viagem, levando-se em conta a baixa velocidade do cargueiro.
No Pelotasloide, embarcou o Comandante Arthur Oscar Saldanha da Gama, assumindo a função de comodoro do comboio. No decorrer da viagem o cargueiro, devido a correntes favoráveis, desenvolveu oito nós, não sendo necessária a sua escala em Georgetown, tendo os navios rumado rumado diretamente à Belém.
Em 4 de julho, o comboio fundeou ao largo de farol de Salinas (atual Salinópolis), onde a corveta Jacuí recebeu instruções para ir buscar um rebocador e um prático para a manobra de fundeio do mercante que, por sua vez, iria aguardar os navios de escolta irem abastecer em Belém, pois a praticagem de Belém tinha tido problemas com suas lanchas de embarque.
Às 11:00, o Jacuí emparelhou a contrabordo do cargueiro para o prático embarcar. Às 12:45 (17:45, pelo Horário da Europa Central), quando o comboio já havia tomado a formação de entrada de acesso ao canal de Belém, um torpedo atingiu o Pelotasloide a boreste, recebendo logo em seguida um segundo impacto na popa. Em seguida, o Jacuí encostou no cargueiro, que adernava rapidamente, nele embarcando o Comandante Saldanha da Gama, para iniciar a caça ao submarino inimigo, o U-590, comandado pelo tenente Werner Krüer, em sua primeira patrulha.
Os caça-submarinos lançaram bombas de profundidade, e apesar do Jundiaí ter noticiado um contato positivo, os navios acabaram revolvendo as águas permitindo assim o submarino evadir-se. O ataque foi interrompido por ordem do Comando Naval de Belém, uma vez que os navios, por estarem chegando do estrangeiro em primeira viagem, desconheciam os antecedentes das operações de guerra daquele porto nacional.
No ataque, pereceram cinco tripulantes do Pelotasloide. A sorte do U-590 também não durou muito, pois, cinco dias depois, naquela mesma região, foi afundado por cargas de profundidade por um Catalina norte-americano, onde morreu toda a sua tripulação de 45 homens.